# جولای نوک‌سیاه
جولای نوک‌سیاه (نام علمی: Ploceus melanogaster) نام یک گونه از سرده جولاها است.